# Соц, Иван Васильевич
Иван Васильевич Соц (ум. 1794) — переводчик. Отец Василия Ивановича Соца.
Иван Васильевич Соц воспитывался в гимназии при Московском университете и самом университете; служил впоследствии учителем французского языка в гимназии и был коллежским переводчиком при канцелярии университета.

## Произведения
1. Соц, Иван Васильевич. Новый лексикон, или словарь на французском, итальянском, немецком, латинском и российском языках. — M.: Университетская типография, 1784-1786.
2. Соц, Иван Васильевич. Масон без маски, или подлинные таинства масонские, изданные со многими подробностями точно и беспристрастно. — СПб., 1784. — книга, направленная против масонства, переведена, по мнению одних, с английского, других — с французского языков[2]; опубликована без имени переводчика[1].
3. Соц, Иван Васильевич. Новая французская грамматика, содержащая в себе краткие правила французского языка. — М., 1790.
4. Соц, Иван Васильевич. Грамматика французская по основаниям Валлия. — М., 1790.